# Colorado City (Arizona)
Colorado City is een plaats (town) in de Amerikaanse staat Arizona, en valt bestuurlijk gezien onder Mohave County.

## Demografie
Bij de volkstelling in 2000 werd het aantal inwoners vastgesteld op 3334.
In 2006 is het aantal inwoners door het United States Census Bureau geschat op 4607, een stijging van 1273 (38,2%).

## Geografie
Volgens het United States Census Bureau beslaat de plaats een oppervlakte van
27,2 km², geheel bestaande uit land. Colorado City ligt op ongeveer 1554 m boven zeeniveau.

## Plaatsen in de nabije omgeving
De onderstaande figuur toont nabijgelegen plaatsen in een straal van 40 km rond Colorado City.